# Eberhardt Hengst
Eberhardt Hengst (* 14. Dezember 1917 in Zwickau; † 18. Juni 1996 in Dresden) war ein deutscher Forstwissenschaftler. 

## Leben und Leistungen
Eberhardt Hengst wurde am 14. Dezember 1917 in Zwickau geboren. Nach der Schulzeit, Reichsarbeitsdienst und Militärzeit folgte bereits der Kriegseinsatz. Davon zeitweilig beurlaubt, studierte er einige Trimester an der Forstlichen Hochschule in Tharandt. Während des Zweiten Weltkriegs erlitt er eine Reihe teils schwerer Verwundungen. Nach Kriegsende setzte Hengst 1945 sein Studium der Forstwissenschaften an der Forstlichen Fakultät der Georg-August-Universität Göttingen in Hann. Münden fort und beendete es 1948 mit einem hervorragenden Abschlusszeugnis. Anschließend war er von 1949 bis 1952 zunächst Revierverwalter in der Dresdner Heide, wobei er zudem nebenamtlich als Fachschullehrer an der Berufsschule die Forstfacharbeiterlehrlinge des Kreises Dresden unterrichtete.
Im Jahr 1952 wechselte Hengst an das Institut für forstliche Ertragskunde der Fakultät für Forstwirtschaft der Technischen Universität Dresden in Tharandt. Dort war er zunächst als wissenschaftlicher Assistent tätig und wurde 1956 mit der Schrift Die Douglasie Tharandt 1954. Eine ertragskundliche und waldbauliche Untersuchung in den mittleren Lagen Deutschlands promoviert. 1961 folgte die Habilitation mit der Abhandlung Wachstum und Ertrag des Buchenreinbestandes im Erzgebirge, einer abschließenden Auswertung der Versuchsflächen der ehemaligen Sächsischen Forstlichen Versuchsanstalt. Hengst hielt nicht nur Vorlesungen zur Ertragskunde, sondern über mehrere Jahre hinweg auch solche zu den Fachdisziplinen Waldbau und Forstschutz. Er war ein geschätzter Hochschullehrer, der durch die Prägnanz seiner Vorlesungen und Übungen sowie den logisch-didaktischen Aufbau seiner Gedanken bestach. Hengst betreute zahlreiche Diplomanden und Doktoranden sowie darüber hinaus auch Außenstellen zum Hochschulfernstudium.
Trotz seiner bedeutenden Verdienste in Forschung und Lehre ist ihm ein höheres Lehramt verweigert worden. Denn seine Einstellung zur Freiheit der Wissenschaft ließ sich nicht durch parteipolitische Vorgaben der SED-Machthaber korrumpieren.
Oberforstmeister Hengst war noch bis zu seinem 70. Geburtstag 1987 aktiv tätig. Nach der Wende 1989 hatte er hohen Anteil an der Reorganisation der Sächsischen Staatsforstverwaltung und der Neugestaltung der akademischen forstlichen Ausbildung in Tharandt. Auch mit der Reprivatisierung des von den Kommunisten und Sozialisten nach 1945 enteigneten Waldes sowie mit der naturgemäßen Waldwirtschaft beschäftigte er sich.
Aus Hengsts Feder stammen mehr als 160 wissenschaftliche Veröffentlichungen zu den forstwissenschaftlichen Fachgebieten Ertragskunde und Forsteinrichtung. Er wirkte an der von Werner Erteld verfassten Waldertragslehre (1966) mit, die im forstlichen Hochschulunterricht der DDR ein Standardlehrbuch in diesem Fach war. Zusammen mit Johannes Blanckmeister gab er zudem das Buch Die Fichte im Mittelgebirge (1971) heraus.
Daneben engagierte sich Hengst im „Wachwitzer Kreis“ um die Aufwertung des vormaligen Wettiner Herrscherhauses und für das Zentrum eines länderübergreifenden Kulturkreises um Prinz Albert und Prinzessin Elmira von Sachsen. Zuletzt hatte Hengst Pläne für ein neues Zentrum und Museum im Schloss zu Tharandt, von dem er sich Impulse für die älteste forstliche Hochschule der Welt mit weltweiter Ausstrahlung erhoffte.
Nach längeren gesundheitlichen Problemen starb Oberforstmeister Eberhardt Hengst am 18. Juni 1996 in Dresden.

## Schriften (Auswahl)
- Waldbau. Lehrbrief 2: Die Lehre vom Walde, Tharandt 1955
- Die Douglasie Tharandt 1954. Eine ertragskundliche und waldbauliche Untersuchung in den mittleren Lagen Deutschlands, Dissertationsschrift, Dresden-Tharandt 1956
- Forstliche Zuwachs- und Ertragskunde. Lehrbriefe 1 und 2, Berlin 1957 und 1958
- Wachstum und Ertrag des Buchenreinbestandes im Erzgebirge. Abschließende Auswertung der Versuchsflächen der ehemaligen Sächsischen Forstlichen Versuchsanstalt, Habilitationsschrift, Dresden 1961
- zusammen mit Werner Erteld: Waldertragslehre, Radebeul 1966
- als Herausgeber zusammen mit Johannes Blanckmeister: Die Fichte im Mittelgebirge, Radebeul 1971